# レイチェル・ベリー
レイチェル・バーブラ・ベリー（Rachel Barbra Berry）は、アメリカ合衆国のミュージカルドラマ『glee/グリー』に登場する架空の人物である。演者はリア・ミシェル。日本語版の吹き替えは坂本真綾が担当する。

## 概要
『glee/グリー』における事実上の女性主人公である。2009年5月19日に初放映されたパイロットエピソードから登場している。レイチェルは『glee/グリー』の製作者 ライアン・マーフィー、ブラッド・ファルチャックとイアン・ブレナンによって生み出された。

## 人物像
代理母出産によって生まれ、ゲイカップルの元で育つ。実の母親はシェルビー・コークラン（イディナ・メンゼル）。レイチェルの名前は、シットコム『フレンズ』でジェニファー・アニストンが演じた主人公レイチェル・グリーンに由来する。
「ニュー・ディレクションズ!（New Directions!）」の初期メンバーの一人であり、部長としてメンバーを仕切っているが、自尊心が過剰であるゆえに周囲（特にメルセデス）を苛つかせる場面が多々ある。しかし、仲間思いで他の部員に対する思いやりもあり、譲り合う場面もある。
夢であるブロードウェイの舞台に立つために全神経を使っている。歌唱力は自他ともに認めるほど優れており、同じく「ニュー・ディレクションズ!」のメンバーであるメルセデスからはライバル意識を持たれている。ただし、レイチェルはメルセデスの歌唱力を称えており、二人を「二大ボーカル」としている。
アメフト部のクォーターバックで、同じく「ニュー・ディレクションズ!」のメンバーであるフィン・ハドソンと交際している。一時期はライバルチーム「ボーカル・アドレナリン」のジェシー・セントジェームズと交際していた。